# Julia Barnes
Julia Barnes (* 1962; † Mai 2017) war eine britische Radiomoderatorin und Nachrichtensprecherin.

## Leben
Julia Barnes wurde in Großbritannien geboren und war anfangs als Printjournalistin in Großbritannien tätig. 1994 wechselte sie zum Österreichischen Rundfunk und begann als Nachrichtensprecherin beim Blue Danube Radio.  Ab 2000 moderierte sie auf FM4 die stündlichen Nachrichtensendungen in englischer Sprache. Daneben präsentierte sie im Mittagsjournal des Radiosenders Österreich 1 die Nachrichten in englischer Sprache. Barnes starb im Mai 2017.